# Генов, Спас
Спас Генов (болг. Спас Генов; род. 24 мая 1981, Бургас) — болгарский боксёр, представитель полусредней и полутяжёлой весовых категорий. Выступал за сборную Болгарии по боксу на всём протяжении 2000-х годов, серебряный призёр чемпионата Европы, победитель и призёр многих турниров международного значения. С 2008 года также боксирует на профессиональном уровне.

## Биография
Спас Генов родился 24 мая 1981 года в городе Бургас, Болгария. Учился в спортивной школе имени Юрия Гагарина (клуб «Победа — Черноморец»).

### Любительская карьера
Впервые заявил о себе на международной арене в сезоне 1999 года, когда вошёл в состав болгарской национальной сборной и выступил на чемпионате Европы среди юниоров в Хорватии, где дошёл до стадии 1/8 финала, проиграв россиянину Хамзату Устарханову. Отметился победой на юниорском турнире «Олимпийский ринг» в Софии.
В 2000 году одержал победу на домашнем международном турнире «Странджа».
В 2001 году стал чемпионом Болгарии по боксу в полусредней весовой категории. Был лучшим на «Страндже» и на турнире «Трофео Италия» в Неаполе. Боксировал на чемпионате мира в Белфасте.
На «Страндже» 2002 года получил бронзу. Удостоился права защищать честь страны на чемпионате Европы в Перми, но попасть здесь в число призёров не смог — в четвертьфинале был остановлен российским боксёром Тимуром Гайдаловым, который в итоге и стал победителем этого европейского первенства.
В 2003 году стал бронзовым призёром «Странджи», серебряным призёром международного турнира «Таммер» в Тампере, победил на турнире «Золотые перчатки» в Сербии и Черногории. На мировом первенстве в Бангкоке дошёл до 1/8 финала, потерпев поражение от титулованного кубинца Лоренсо Арагона.
Выступал на чемпионате Европы 2004 года в Пуле и на чемпионате мира 2005 года в Мяньяне, но был далёк от попадания в число призёров.
В 2006 году завоевал серебряную медаль в полусреднем весе на домашнем европейском первенстве в Пловдиве — в решающем финальном поединке уступил россиянину Андрею Баланову.
Впоследствии поднялся в полутяжёлую весовую категорию, в частности одержал в этом весе победу на чемпионате Болгарии 2008 года.

### Профессиональная карьера
Покинув расположение болгарской сборной, в 2008 году Генов успешно дебютировал на профессиональном уровне. Выходил на ринг сравнительно редко, в течение четырёх лет провёл всего семь поединков с малоизвестными соперниками, но во всех случаях победил.
С 2014 года участвовал в проекте AIBA Pro Boxing, где выиграл несколько поединков, но проиграл таким боксёрам как Джозеф Уорд и Матьё Бодерлик. По линии APB пытался пройти отбор на летние Олимпийские игры 2016 года в Рио-де-Жанейро, но на всемирной олимпийской квалификации в Венесуэле в первом же поединке уступил американцу Джонатану Эскивелю.
Одну из наиболее значимых побед на профи-ринге одержал в феврале 2017 года, выиграв по очкам у непобеждённого представителя Украины Виктора Полякова (11-0).